# Лост Крик (Западна Вирџинија)
Лост Крик (енгл. Lost Creek) град је у америчкој савезној држави Западна Вирџинија.

## Демографија
По попису из 2010. године број становника је 496, што је 29 (6,2%) становника више него 2000. године.
| Група             | 2000.       | 2010.       |
| Белци             | 459 (98,3%) | 467 (94,2%) |
| Афроамериканци    | 0 (0,0%)    | 4 (0,8%)    |
| Азијати           | 1 (0,2%)    | 0 (0,0%)    |
| Хиспаноамериканци | 2 (0,4%)    | 9 (1,8%)    |
| Укупно            | 467         | 496         |